# Slaton
Slaton és una població dels Estats Units a l'estat de Texas. Segons el cens del 2000 tenia 6.109 habitants.

## Demografia
Segons el cens del 2000, Slaton tenia 6.109 habitants, 2.253 habitatges, i 1.610 famílies. La densitat de població era de 435,2 habitants per km².
Dels 2.253 habitatges en un 33,5% hi vivien nens de menys de 18 anys, en un 52% hi vivien parelles casades, en un 15,5% dones solteres, i en un 28,5% no eren unitats familiars. En el 25,9% dels habitatges hi vivien persones soles el 13,8% de les quals corresponia a persones de 65 anys o més que vivien soles. El nombre mitjà de persones vivint en cada habitatge era de 2,67 i el nombre mitjà de persones que vivien en cada família era de 3,22.
Per edats la població es repartia de la següent manera: un 29% tenia menys de 18 anys, un 10,3% entre 18 i 24, un 23,5% entre 25 i 44, un 20,9% de 45 a 60 i un 16,3% 65 anys o més.
L'edat mediana era de 35 anys. Per cada 100 dones de 18 o més anys hi havia 83,7 homes.
La renda mediana per habitatge era de 25.915 $ i la renda mediana per família de 31.224 $. Els homes tenien una renda mediana de 26.696 $ mentre que les dones 20.601 $. La renda per capita de la població era de 13.087 $. Aproximadament el 21,6% de les famílies i el 23% de la població estaven per davall del llindar de pobresa.

## Poblacions més properes
El següent diagrama mostra les poblacions més properes.